# Simon Bikindi
Simon Bikindi (Rwerere, Gisenyi, 28 de setembre de 1954) és un cantautor de Ruanda que havia estat molt popular al seu país. Les seves cançons patriòtiques eren líders a les llistes de reproducció a l'estació de ràdio nacional Radio Rwanda durant la guerra d'octubre de 1990 a juliol de 1994 abans que el Front Patriòtic Ruandès prengués el poder. Va ser jutjat i condemnat per incitació al genocidi pel Tribunal Penal Internacional per a Ruanda (ICTR) el 2008.

## Inicis i participació en el genocidi
Bikindi pertany a l'ètnia hutu, i va néixer a Rwerere, a la prefectura nord-occidental de Gisenyi, la mateixa regió de la qual n'eren Juvénal Habyarimana i moltes de les figures clau del seu moviment, el MRND es va originar.
En el moment del genocidi, era un "conegut compositor i cantant de música popular i director del grup de performance Irindiro Ballet". Les seves cançons eren descrites com de "lletres el·líptiques i melodies enganxoses", barrejant anglès, francès i Kinyarwanda i combinant texts d'estil rap amb melodies de cançons tradicionals. El seu primer cassette, editat el 1990, era de cançons de noces tradicionals. Era, a més, funcionari del Ministeri de Joventut i Esport i membre del partit MRND. Algunes de les seves cançons dirigides contra els tutsi es van tocar a Radio Télévision Libre des Mille Collines per incitar als assassinats. Va deixar el país uns dies abans de l'inici del genocidi, però va tornar més tard al juny. És objecte de debat si i fins a quin punt va participar en el genocidi com a tal, però d'acord amb la decisió del Tribunal Penal Internacional per a Ruanda (TPIR), es demostra que no hi ha cap dubte raonable que va estar associat a la milícia extremista Interahamwe i va instar públicament als gutus a exterminar a tots els tutsis el juny de 1994. Després de la presa de possessió dels Front Patriòtic Ruandès va fugir del país. Les seves cançons estan prohibides a Ruanda des de 1994.

## Judici
Bikindi va ser acusat pel Tribunal Penal Internacional per a Ruanda (ICTR) del següent: conspiració per cometre genocidi; genocidi, o, alternativament, la complicitat en el genocidi; incitació directa i pública a cometre genocidi, assassinat i persecució, com a crims contra la humanitat.. L'acusació va declarar que Bikindi "va compondre, va cantar, va enregistrar o va distribuir obres musicals que van exaltar la solidaritat hutu i van acusar als tutsis de Ruanda d'esclavitzar els hutus". L'acusació va citar una cançó titulada "The Awakening", però comunament coneguda com "Odio als Hutus", que atacava als hutus "pro-tutsi" i específicament a aquells hutus que van col·laborar amb els insurgents del Front Patriòtic Ruandès contra el govern. A més, es va argumentar que en els mesos previs al genocidi, Bikindi havia "consultat amb el president Juvénal Habyarimana, el ministre de Joventut i Esports Callixte Nzabonimana i les autoritats militars alineades amb MRND les lletres de cançons "abans de llançar-les per ser reproduïdes a l'emissora de televisió pro-poder hutu RTLM.  La fiscalia també va afirmar que durant els 100 dies de genocidi del 7 d'abril al 14 de juliol de 1994, Bikindi va participar personalment en els assassinats, tant a Kigali com a prefectura de Gisenyi, i va ajudar a reclutar i organitzar les milícies Interahamwe. 
Després del seu arrest a Leiden, Països Baixos el 12 de juliol de 2001, Bikindi va lluitar contra l'extradició i va demanar asil. No obstant això, vuit mesos més tard, el 27 de març de 2002, va ser posat sota la custòdia del TPIR. Posteriorment, va presentar una declaració de no culpable de tots els càrrecs contra ell i va ser empresonat al Fons de Detenció de les Nacions Unides (FNUF) a Arusha (Tanzània). Després d'una sèrie de retards, el seu procés de crims de guerra es va iniciar el 15 de maig de 2006. Va estar representat pel president de la secció de Kenya de la Comissió Internacional de Juristes (ICJ), Wilfred Ngunjiri Nderitu.
A més d'altres proves, l'acusació va citar una cançó celebrant l'abolició de la monarquia i la recuperació de la independència el 1959-1961: un expert ruandès en el judici va exposar més tard que aquesta última cançó no podia haver estat dirigida a la nació ruandesa en general, perquè els tutsis eren associats a la monarquia ruandesa i el règim colonial, i que era impossible odiar la monarquia sense odiar als tutsis. La defensa argumentava que hi havia contradiccions en els testimonis testimonis, negant que les cançons eren sobre els tutsis i invocava testimonis tutsis que Bikindi havia suposadament "ajudat a salvar llurs vides". Quant a les cançons, ambdues parts tenien experts del seu costat, però era innegable que les lletres eren difícils d'interpretar i que eren esmenades la democràcia i la pau. L'advocat de Bikindi també va argumentar que acusar Bikindi és "negar-li el seu dret d'expressió". En un incident notable, un dels assessors de la defensa va ser acusat d'haver subornat un testimoni de la fiscalia. El conseller principal de la defensa va arribar a un acord amb l'acusació de la fiscalia, el que va provocar que Bikindi es negués a ser representat per ell. Més tard, el TPIR va acomiadar l'advocat d'aquesta acusació.
L'equip de l'acusació en el judici de Bikindi va demanar una condemna de cadena perpètua, la condemna més severa que podia donar el Tribunal. La defensa va demanar l'absolució.
Al desembre de 2008, Bikindi va ser sentenciat a 15 anys de presó dels quals ja havia complit 7, per incitació a cometre genocidi. La condemna es va derivar del fet que el tribunal va considerar que resultava més enllà d'un dubte raonable que cap a finals de juny de 1994 havia fet un discurs des d'un vehicle Interahamwe equipat amb un PA, insistint i posteriorment recordant la població hutu d'exterminar a tots els tutsis, als quals ell denominava "escurçons". De tots els altres càrrecs van ser absolt; en particular, el tribunal va considerar que mentre algunes cançons tenien un caràcter incitador, s'havien escrit abans de 1994, abans del genocidi, i que no hi havia proves suficients per demostrar que Bikindi havia tingut un paper en la difusió de les seves cançons per la ràdio durant el genocidi, o que s'havia compromès personalment amb l'assassinat o l'organització de milícies.

## Importància
L'assaig havia estat considerat problemàtic a causa de la possibilitat inquietant de que un artista fos processat arbitràriament per la seva feina, sent l'art obert a diverses interpretacions. Tanmateix, el veredicte va evitar aquest polèmic problema, ja que no es va basar en les cançons de Bikindi.

## Vida personal i caràcter
En el moment del genocidi, Bikindi tenia una relació amb una tutsi, Angeline Mukabanana. En una entrevista per al New York Times el 2008, va expressar la seva opinió que Bikindi no odiava a ningú i era simplement un oportunista, massa desitjós de complaure. Va citar el fet que Bikindi havia adoptat el seu fill, que tenia un pare tutsi i havia ajudat als seus veïns tutsis contra els pinxos hutus. Mukabanana va afirmar que després que Bikindi va escriure "I hate Hutus", li va preguntar per què havia escrit això i va assenyalar la possibilitat que el FPR guanyés la guerra. "El govern m'obliga a escriure aquestes cançons. Si sento que el FPR arriba a Kigali el proper mes, vaig a escriure una cançó per ells".